# Insviller
Insviller là một xã trong vùng Grand Est, thuộc tỉnh Moselle, quận Château-Salins, tổng Albestroff. Tọa độ địa lý của xã là 48° 53' vĩ độ bắc, 06° 53' kinh độ đông. Insviller nằm trên độ cao trung bình là 230 mét trên mực nước biển, có điểm thấp nhất là 218 mét và điểm cao nhất là 259 mét. Xã có diện tích 8,34 km², dân số vào thời điểm 1999 là 190 người; mật độ dân số là 22 người/km². Insviller nằm 6 km về phía đông nam của Albestroff, thuộc Pháp từ năm 1766.

## Thông tin nhân khẩu
| 1962 | 1968 | 1975 | 1982 | 1990 | 1999 |
| ---- | ---- | ---- | ---- | ---- | ---- |
| 212  | 224  | 215  | 206  | 197  | 190  |